# Збірна Естонії з баскетболу
Збірна Естонії з баскетболу — національна баскетбольна команда, яка представляє Естонію на міжнародній баскетбольній арені. Найкращий результат збірної Естонії це п'яте місце на чемпіонатах Європи 1937 та 1939 років.

## Історія
Свою першу гру збірна Естонії провела 29 квітня 1924 року в Ризі проти Латвії, поступившись 20–16. 30 листопада 1934 року, Естонія стане членом ФІБА. Через два роки національна команда зіграла у своєму першому міжнародному турнірі на Олімпійських іграх 1936, посівши 15-те підсумкове місце.
У 1935 році естонці брали участь в чемпіонаті Європи, посівши п'яте підсумкове місце.
Через два роки в Литві, естонці також фіншували на п'ятому місці.
У 1940 році Естонія була окупована Радянським Союзом і команда була розпущена.
Після відновлення незалежності Естонська баскетбольна асоціація знову приєдналася до ФІБА в 1991 році. Естонія кваліфікувалась на Євробаскет 1993, де вони посіли шосте місце.
Наступного разу естонці виступили на Євробаскеті 2001, де програли всі три матчі та посіли чотринадцяте місце.
З 2003 по 2013 роки збірна не пройшла кваліфікацію. 
У 2015 році естонці фінішували на двадцятому місці. На Євробаскет 2017 року команду не пройшла кваліфікацію. На турнірі 2022 року збірна Естонії піднялась на сходинку вище порівняно з 2015 роком.

## Результати

### Виступи на чемпіонаті Європи
- 1937 : 5 місце
- 1939 : 5 місце
- 1993 : 6 місце
- 2001 : 14 місце
- 2015 : 20 місце
- 2022 : 19 місце